# Aguri Suzuki
Pour les articles homonymes, voir Suzuki (homonymie).
Aguri Suzuki (鈴木 亜久里), né le 8 septembre 1960 à Tokyo au Japon, est un ancien pilote automobile japonais. Premier pilote de son pays à être monté sur un podium en Formule 1, il dirige aujourd'hui l'écurie Autobacs Racing Team Aguri, présente dans plusieurs disciplines. Avec le soutien de Honda, il a également créé l'écurie Super Aguri Formula 1 Team qui a participé au championnat du monde de Formule 1 entre 2006 et 2008. En 2013, il annonce s'engager en championnat de Formule E FIA avec l'écurie Amlin Aguri.

## Biographie

### Le pilote
Champion en JTCC en 1986 et en F3000 japonaise en 1988, Aguri accède cette même année à la Formule 1 en disputant en fin de saison le GP du Japon au volant d'une Lola de l'écurie française Larrousse en remplacement de Yannick Dalmas, malade.
En 1989, il accède à la Formule 1 à temps plein dans l'écurie allemande Zakspeed-Yamaha, mais sa saison tourne au fiasco puisqu'il ne parvient pas à se qualifier une seule fois. En 1990, grâce au soutien de partenaires japonais, il retrouve l'écurie Larrousse et réalise la meilleure saison de sa carrière. Non seulement Suzuki ne souffre pas de la comparaison avec son coéquipier français Éric Bernard (alors considéré comme un des grands espoirs du sport automobile), mais il s'offre en plus le luxe de terminer sur le podium du Grand Prix du Japon en fin de saison, à l'issue d'une course pleine de maîtrise (deuxième meilleur temps en course). Cela reste à ce jour le meilleur résultat d'un pilote asiatique en Formule 1 (performance seulement égalée par Takuma Satō au Grand Prix des États-Unis 2004 et Kamui Kobayashi au Grand Prix du Japon 2012).
Mais Suzuki ne confirmera jamais véritablement ses performances de la saison 1990. En 1991, toujours chez Larrousse, il apparaît moins à son avantage. Puis, passé chez Footwork-Arrows en 1992 et 1993, il retourne dans l'anonymat.
La saison 1993 est la dernière saison complète de Suzuki en Formule 1. Aguri refait une apparition chez Jordan-Hart début 1994 (en remplacement de Eddie Irvine, suspendu par le pouvoir sportif) puis grâce à l'insistance du motoriste Mugen-Honda, il partage avec l'Anglais Martin Brundle le volant de la deuxième Ligier lors de la saison 1995. Un gros crash lors des essais du Grand Prix du Japon met un terme définitif à sa carrière en Formule 1.

### Le manager
Si Suzuki doit renoncer à la Formule 1, il n'en abandonne pas pour autant le sport automobile. Acteur régulier du championnat japonais de Grand-Tourisme (le JGTC), il passe également de l'autre côté de la barrière en montant une structure (ARTA pour Autobacs Racing Team Aguri) présente dans plusieurs disciplines au Japon mais également destinée à promouvoir les jeunes pilotes japonais en Europe et aux États-Unis. Il a notamment permis l'éclosion du jeune Kōsuke Matsūra, révélé en Europe dans le championnat de Renault V6, puis aux États-Unis en IndyCar (où Aguri Suzuki a lancé en 2003 l'écurie Super Aguri-Fernandez en association avec le pilote mexicain Adrián Fernández).
Fin 2005, avec le soutien de Honda, Aguri Suzuki annonce la création de l'écurie Super Aguri F1 afin de participer au championnat du monde de Formule 1 dès la saison 2006. Malgré un fort soutien populaire au Japon, l'équipe est contrainte de cesser son activité au mois de mai 2008 en raison de graves difficultés financières.
Le 31 octobre 2013, il engage, en championnat de Formule E FIA, son écurie Team Aguri Formule E. L'équipe signe ensuite un partenariat avec Amlin et est rebaptisée Amlin Aguri ; ses pilotes sont Katherine Legge et António Félix da Costa,. Durant la saison 2014-2015, les résultats sont assez modestes, avec des performances régulières dans le milieu de tableau, mais décroche une victoire avec le pilote portugais.

## Résultats en championnat du monde de Formule 1
| Saison | Écurie                 | Châssis           | Moteur          | Pneus    | GP disputés | Points inscrits | Classement |
| ------ | ---------------------- | ----------------- | --------------- | -------- | ----------- | --------------- | ---------- |
| 1988   | Larrousse & Calmels F1 | Lola LC88         | Ford V8         | Goodyear | 1           | 0               | n.c.       |
| 1989   | West Zakspeed Racing   | 891               | Yamaha V8       | Pirelli  | 0           | 0               | n.c.       |
| 1990   | Espo Larrousse F1      | Lola LC89 Lola 90 | Lamborghini V12 | Goodyear | 16          | 6               | 12e        |
| 1991   | Larrousse F1           | Lola 91           | Ford V8         | Goodyear | 11          | 1               | 18e        |
| 1992   | Footwork Mugen Honda   | FA13              | Mugen-Honda V10 | Goodyear | 14          | 0               | n.c.       |
| 1993   | Footwork Mugen Honda   | FA13B FA14        | Mugen-Honda V10 | Goodyear | 16          | 0               | n.c.       |
| 1994   | Sasol Jordan           | 194               | Hart V10        | Goodyear | 1           | 0               | n.c.       |
| 1995   | Ligier Gitanes Blondes | JS41              | Mugen-Honda V10 | Goodyear | 5           | 1               | 17e        |

## Résultats aux 24 heures du Mans
| Année | Voiture                | Équipe            | Équipiers                             | Résultat    |
| ----- | ---------------------- | ----------------- | ------------------------------------- | ----------- |
| 1986  | Dome 86C-Toyota        | Dome              | Eje Elgh / Beppe Gabbiani             | Non classé  |
| 1987  | Nissan R87E            | Nissan Motorsport | Masahiro Hasemi / Takao Wada          | Abandon     |
| 1988  | Nissan R88C            | Nissan Motorsport | Kazuyoshi Hoshino / Takao Wada        | Abandon     |
| 1990  | Toyota 90C-V           | Toyota Team Tom's | Johnny Dumfries / Roberto Ravaglia    | Abandon     |
| 1996  | Nissan Skyline GT-R LM | Nismo             | Masahiko Kageyama / Masahiko Kondō    | Abandon     |
| 1997  | Nissan R390 GT1        | Nissan Motorsport | Riccardo Patrese / Eric van de Poele  | Abandon     |
| 1998  | Nissan R390 GT1        | Nissan Motorsport | Kazuyoshi Hoshino / Masahiko Kageyama | 3e          |
| 1999  | Nissan R391            | Nissan Motorsport | Masami Kageyama / Eric van de Poele   | Non partant |